# Dicrocoelium dendriticum
Dicrocoelium dendriticum é uma espécie de trematódeo da família Dicrocoeliidae, de ciclo Heteroxeno (possui dois ou mais hospedeiros). É um parasita de ovinos, bovinos, cervídeos e coelhos, alojando-se no fígado. Raramente infecta humanos.
O "Dicrocoelium dendriticum" é um verme parasita que vive no intestino (ductos e vesícula biliar) das vacas.
As fezes do animal contém os ovos que são ingeridos por caramujos terrestre produzindo Cercarias, que depois são expelidas em uma massa consolidada por substância viscosas das quais são ingeridas por formigas marrons do gênero Formica transformando as cercarias em metacercarias, e então ocorre o mais surpreendente; a larva instala-se no cérebro do
inseto e passa a ordenar um comportamento anormal.
Em vez de voltar ao formigueiro, toda noite a formiga vai para a ponta de uma folha de grama e fica
parada lá a noite inteira. Se ela for comida por uma vaca, recomeça-se o ciclo.
Se ela não for comida, volta para o formigueiro e comporta-se normalmente
até o dia seguinte. Esse comportamento "lobisomem" acontece porque, se a formiga
ficasse na ponta da grama durante o dia, acabaria ressecada, matando tanto a si
quanto ao verme.
Apesar de se encontrar milhares de Dicrocoelium dendriticum nos ductos biliares, o fígado é relativamente normal. (ausência de uma fase migratória)
Já nas infecções mais fortes ocorre fibrose dos ductos biliares menores e pode ocorrer extensa cirrose, às vezes os ductos biliares ficam notavelmente distendidos.
Em relação ao tratamento, existe uma serie de medicamentos que podem ser usado:
Netrobimin, Benzimidazol albendazol, Praziquantel, Tiabendazol e Fembendazol.